# Good News (Megan Thee Stallion)
Good News è il primo album in studio della rapper statunitense Megan Thee Stallion, pubblicato il 20 novembre 2020 dalla 1501 Certified e 300.
L'album, composto da 17 tracce, presenta collaborazioni con DaBaby, le City Girls, Lil Durk, SZA, Popcaan, Big Sean, 2 Chainz, Beyoncé e Young Thug. Tra le tracce, è inclusa Savage (Remix), riconosciuta con il Grammy Award alla miglior canzone rap e con quello alla miglior interpretazione rap, segnando la prima vittoria femminile di quest'ultimo riconoscimento.

## Promozione
Il 29 aprile 2020 è stato pubblicato il remix ufficiale di Savage, traccia contenuta nell'EP Suga, il quale vede la partecipazione della cantante Beyoncé. Ha raggiunto la prima posizione nella classifica statunitense, diventando la prima numero uno della rapper in madrepatria.
Girls in the Hood è stato pubblicato il 26 giugno 2020 come singolo apripista dell'album. Il brano, che contiene un sample di Boyz-n-the-Hood del rapper Eazy-E, ha esordito alla 28ª posizione della Billboard Hot 100. Don't Stop, in collaborazione con Young Thug, è stato estratto il 2 ottobre 2020.

## Accoglienza
| Recensione     | Giudizio |
| -------------- | -------- |
| AllMusic       |          |
| Clash          | 9/10     |
| Consequence    | B+       |
| Exclaim!       | 8/10     |
| musicOMH       |          |
| NME            |          |
| Paste          | 7,1/10   |
| Pitchfork      | 7,8/10   |
| Rolling Stone  |          |
| Slant Magazine |          |
| The Guardian   |          |

Good News ha ottenuto recensioni prevalentemente positive da parte dei critici musicali. Su Metacritic, sito che assegna un punteggio normalizzato su 100 in base a critiche selezionate, l'album ha ottenuto un punteggio medio di 85 basato su quattordici recensioni.

## Tracce
1. Shots Fired – 2:50 (Megan Pete, Herb Magidson, Ty-Ron Douglas, Allie Wrubel)
2. Circles – 2:50 (Pete, Marcello Valenzano, Andre Lyon, Ricknoleon Perez, Jazmine Sullivan, Melissa Elliott, Cainon Lamb, Douglas Davis, Ricky Walters, Mary J. Blige, Sean Combs, Arlene DelValle, Jean-Claude Olivier, Curtis Mayfield, Nasir Jones, Anthony Cruz, Cory McKay, Inga Marchand, Roy Hammond, Craig Brockman, Dave Atkinson, Gilbert Askey, Jordan Thorpe, Samuel Barnes)
3. Cry Baby (feat. DaBaby) – 2:17 (Pete, Jonathan Kirk, David Doman, Katie Smith, Daniel Levin)
4. Do It on the Tip (feat. City Girls) – 2:47 (Pete, Caresha Brownlee, Jatavia Johnson, Julian Mason)
5. Sugar Baby – 2:26 (Pete, Martin McCurtis, Webster Gradney, Jeremy Varnard, Jalen Patterson)
6. Movie (feat. Lil Durk) – 3:47 (Pete, Durk Banks, Brytavious Keith Chambers)
7. Freaky Girls (feat. SZA) – 2:46 (Pete, Solána Imani Rowe, William Collins, Marc Valentine, Loren Hill, Jordan Houston, George Clinton, Gary Mudbone Cooper, Eugene Hanes)
8. Body – 2:51 (Pete, Mason, Christophe Petrel)
9. What's New – 2:35 (Pete, Vincent van den Ende)
10. Work That – 2:14 (Pete, Terius Gray, Mark Morales, Valenzano, Juan Guerrieri-Maril, Houston, Donny Flores, Derrick Milano, Darren Robinson, Damon Wimbley, Andre Christopher Lyon)
11. Intercourse (feat. Popcaan & Mustard) – 3:17 (Pete, Andrae Jay Sutherland, Dijon McFarlane)
12. Go Crazy (feat. Big Sean & 2 Chainz) – 3:45 (Pete, Sean Anderson, Tauheed Epps, Jonathan Reuven Rotem, Benjamin Lasnier, Pooyandeh, Anthony Criss, Vincent Brown, Keir Gist, Berry Gordy, Freddie Perren, Alphonzo Mizell, Deke Richards)
13. Don't Rock Me to Sleep – 3:03 (Pete, van den Ende, Lennard Vinkc)
14. Outside – 2:31 (Pete, Houston, Andre Bolton, Andre Young, Michel'le Toussaint)
15. Savage (Remix) (feat. Beyoncé) – 4:02 (Pete, Beyoncé Knowles-Carter, Anthony White, Bobby Session, Jr., Milano, Terius Nash, Thorpe, Shawn Corey Carter, Brittany Starrah Hazzard)
16. Girls in the Hood – 2:34 (Pete, Andre Young, Session, Jr., Eric Lynn Wright, Ilyah Fraser, O'Shea Jackson, Scott Storch)
17. Don't Stop (feat. Young Thug) – 3:07 (Pete, Jeffery Williams, Richard Duran, Douglas)

## Successo commerciale
Negli Stati Uniti Good News ha debuttato al 2º posto della Billboard 200, bloccato alla vetta da Be dei BTS, divenendo la terza top ten della rapper. Nel corso della settimana ha totalizzato 100 500 unità di vendita, di cui 16 000 sono copie pure, 82 500 sono stream-equivalent units risultanti da 115,85 milioni di riproduzioni in streaming dei brani e 2 000 sono track-equivalent units risultanti da 20 000 vendite digitali delle singole tracce.
Nel Regno Unito l'album ha esordito alla 46ª posizione della classifica degli album con 2 992 copie vendute, segnando il primo ingresso per l'interprete.

## Classifiche

### Classifiche settimanali
| Classifica (2020) | Posizione massima |
| ----------------- | ----------------- |
| Australia         | 41                |
| Canada            | 9                 |
| Belgio (Fiandre)  | 91                |
| Belgio (Vallonia) | 141               |
| Francia           | 107               |
| Irlanda           | 22                |
| Lituania          | 55                |
| Nuova Zelanda     | 22                |
| Paesi Bassi       | 77                |
| Regno Unito       | 46                |
| Stati Uniti       | 2                 |

### Classifiche di fine anno
| Classifica (2021) | Posizione |
| ----------------- | --------- |
| Stati Uniti       | 18        |

## Riconoscimenti
- American Music Award
  - 2021 – Album rap/hip hop preferito[33]

- BET Awards
  - 2021 – Candidatura all'album dell'anno[34]

- BET Hip Hop Awards
  - 2021 – Candidatura all'album dell'anno[35]